# حلزونيات
الحلزونيات (الاسم العلمي Helicidae)، فصيلة حيوانات قوقعية أرضية من الرخويات بطنيات القدم.

## الأجناس
من أجناسه:
- الحلز